# WOLGUI
WOL (Window Object Library) é uma biblioteca multiplataforma escrita em object pascal que permite a criação de aplicativos voltados para ambientes com interface gráfica, como Windows e Gnome (Linux).

## WOLGUI
Adicionalmente à biblioteca, um editor visual ajuda o programador a criar janelas e o elementos de comunicação com o usuário de forma iterativa. A biblioteca é liberada sob as condições da LGPL. A biblioteca foi criada para ser utilizada com Free Pascal e para ser compilada com outro compilador, como o Delphi, deve sofrer diversas alterações.
A sigla WOL(Wake up On Lan), também dá nome a uma ferramenta que é utilizada em ambiente de rede, com grande parque de computadores, com o objetivo de ligá-los (power on) de forma remota e dessa forma, facilitar a execução de várias tarefas tais como: Localização de um equipamento específico, de um usuário, acesso remoto, instalação de aplicativos utilizando ferramentas de entrega de programas (software delivery) etc.

## Objetivos
O objetivo da biblioteca é o de fornecer ao programador especializado na linguagem pascal, orientada a objeto, ou objeto pascal, uma fonte de rotinas e ferramentas que o auxiliem a desenvolver de forma mais rápida aplicações que rodem em diversas plataformas.

## A Biblioteca
A biblioteca é constituída das rotinas propriamente ditas e de um leque de ferramentas, voltados para tarefas diversas inerentes às aplicações geradas para usar a WOLGUI. A biblioteca está à disposição a partir do site (portuguese) 

### WOLDesigner
O WOLDesigner é a principal e mais amigável das ferramentas. Trata-se de um editor de formulários para janela e relatórios que utilizam a biblioteca WOLGUI que permite a edição de eventos e propriedades de cada elemento de janela. A utilização do ambiente de projetos é simples, caracterizando-se pelas facilidades de arrastar e soltar, típicos das IDEs, ou Ambiente de Desenvolvimento Integrado.